# عبد الله علي أحمد
عبد الله علي أحمد هو عداء سريع ليبي، ولد في 20 ديسمبر 1961.

## وصلات خارجية
- عبدالله علي أحمد على موقع أوليمبيديا (الإنجليزية)